# Egyesülés Múzeuma
A gyulafehérvári Egyesülés Múzeuma műemlék Romániában, Fehér megyében. A romániai műemlékek jegyzékében az AB-II-m-A-00126 sorszámon szerepel.